# 허준호
허준호(許峻豪, 1964년 4월 14일 ~ )는 대한민국의 배우이다.
배우 허장강의 연예인 2세로, 3남 2녀 중 넷째이며, 예명은 사용하지 않았다. 
12세 때 아버지가 작고 한 이후 생활이 어려워져  중·고교 시절에 등록금을 내지 않아도 되는 야구부 활동을 했으며, 대학 무용과 2학년 때인 1985년, 이규형 감독의 영화 '청블루스케치'에  출연하면서 연기를 시작했다.
험악한 인상을 잘 살려서 불량배, 권투 선수 등의 배역을 많이 했다.
최민수, 독고영재하고는 서로의 아버지들(허장강, 최무룡, 독고성)이 절친인 관계로 2대째 친분을 유지하고 있다.

## 학력
- 영훈국민학교 (졸업)
- 수유중학교 (졸업)
- 신일고등학교 (졸업)
- 서울예술대학 무용과 (졸업)
- 서울예술대학 연극과 (졸업)

## 출연 작품

### 영화
- 2025년 《검은 수녀들》 ... 안드레아 신부 역
- 2024년 《베테랑 2》 ... 경찰청장 역 (특별출연)
- 2023년 《노량: 죽음의 바다》 ... 등자룡 역
- 2023년 《천박사 퇴마 연구소: 설경의 비밀》 ... 범천 역
- 2021년 《모가디슈》 ... 림용수 역
- 2020년 《결백》 ... 추시장 역
- 2019년 《천문: 하늘에 묻는다》 ... 조말생 역
- 2019년 《퍼펙트맨》 ... 범도 역
- 2018년 《국가부도의 날》 ... 갑수 역
- 2018년 《인랑》 ... 이기석 공안부장 역 (특별출연)
- 2017년 《불한당: 나쁜 놈들의 세상》 ... 김성한 역 (특별출연)
- 2013년 《일장풍화설월적사》 ... 정희형 역
- 2010년 《이끼》 ... 유목형 역
- 2008년 《신기전》 ... 창강 역
- 2008년 《마지막 선물》 ... 조영우 역
- 2006년 《중천》 ... 반수 역
- 2005년 《강력3반》 ... 문봉수 역
- 2005년 《맹룡》 ... 고동원 역
- 2003년 《실미도》 ... 684부대 훈련교관 조동일 중사 역
- 2002년 《4발가락》 ... 아우디 역
- 2001년 《화산고》 ... 수학 역
- 2000년 《리베라 메》 ... 이인수 역
- 1997년 《꽃을 든 남자》 ... 상범 역
- 1997년 《마지막 방위》 ... 나희주 역
- 1996년 《어른들은 청어를 굽는다》 ... 박공엽 역
- 1996년 《투맨》 ... 태식 역
- 1996년 《꽃잎》 ... 용달차 사내 역
- 1995년 《테러리스트》 ... 상철 역
- 1995년 《아빠는 보디가드》 ... 승철 역
- 1995년 《헐리우드키드의 생애》 ... 특별출연
- 1994년 《커피 카피 코피》 ... 특별출연
- 1994년 《해적》 ... 홍백 역
- 1993년 《그섬에 가고싶다》
- 1993년 《바람부는 날이면 압구정동에 가야한다》
- 1992년 《하얀 전쟁》 ... 홍 병장 역
- 1992년 《스물일곱송이 장미》 ... 승진 역
- 1991년 《푸른 옷소매》 ... 베트콩 민 역
- 1991년 《독재소공화국》 ... 사회자 역
- 1989년 《굿모닝! 대통령》
- 1986년 《청 블루스케치》 ... 준호 역

### 드라마
- 2025년 SBS 《보물섬》 … 염장선 역
- 2023년 Netflix 《사냥개들》 ... 최 사장 역
- 2022년 tvN 《미씽: 그들이 있었다 2》 ... 장판석 역
- 2022년 SBS 《왜 오수재인가》 ...최태국 역
- 2021년 JTBC 《설강화 : snowdrop》 ... 은창수 역
- 2021년 JTBC 《언더커버》 ... 임형락 역
- 2020년 OCN 《미씽: 그들이 있었다》 ... 장판석 역
- 2019년 tvN 《60일, 지정생존자》 ... 한주승 역
- 2019년 Netflix 《킹덤》 ... 안현 대감 역
- 2018년 OCN 《플레이어》 ... 최현기 역
- 2018년 MBC 《이리와 안아줘》 ... 윤희재 역
- 2017년 MBC 《군주 - 가면의 주인》 ... 대목 역
- 2016년 KBS2 일일드라마 《다시, 첫사랑》 ... 조 회장 역
- 2016년 KBS2 《뷰티풀 마인드》 ... 이건명 역
- 2007년 SBS 《로비스트》 ... 특전사 특임대대/로비스트 제임스 리 (이호준 대위) 역
- 2006년 MBC 《주몽》 ... 해모수 역
- 2004년 KBS2 《부모님전상서》 ... 박창수 역
- 2003년 SBS 《올인》 ... 유종구 역
- 2002년 MBC 《현정아 사랑해》 ... 유상호 역
- 2001년 MBC 《호텔리어》 ... 오형만 역
- 2000년 MBC 《온달 왕자들》 ... 여시광 역
- 2000년 MBC 《나쁜 친구들》 ... 장수현 역
- 1999년 SBS 《TV영화 러브스토리》 ... 영만 역
- 1999년 SBS 《맛을 보여드립니다》 ... 송연우 역
- 1999년 MBC 《왕초》 ... 발가락 역
- 1999년 MBC 《장미와 콩나물》 ... 호식 역
- 1998년 SBS 《순풍산부인과》
- 1998년 MBC 《남자 셋 여자 셋》 ... 권해효의 고등학교 동기이며 박광정 강사의 고등학교 후배인 IMF 사태 탈출 성공자 허준호 역
- 1998년 MBC 《보고 또 보고》 ... 박기풍/박예도 역
- 1997년 KBS1 《모정의 강》 ... 남경호 역
- 1997년 MBC 《복수혈전》 ... 최상도 역
- 1996년 MBC 《사랑한다면》 ... 강호 역
- 1996년 KBS2 《슈팅》 ... 청동대 축구부 골키퍼 표왕수 역
- 1995년 KBS2 《젊은이의 양지》 ... 프로복서 황윤배 역
- 1995년 SBS 《LA아리랑》
- 1995년 SBS 《아스팔트 사나이》 ... 기룡자동차 대표이사 한기수 역
- 1994년 MBC 《마지막 승부》 ... 명성대 농구부 주장 김만재 역
- 1993년 MBC 《걸어서 하늘까지》 ... 용달 역
- 1993년 MBC 《엄마의 바다》 ... 강재 역
- 1990년 MBC 《대원군》 ... 이재명 역

### 뮤지컬
- 2009년 《시카고》
- 2008년 《갬블러》
- 2006년 《해어화》
- 2006년 《마리아 마리아》

### 앨범
- 2003년 Love Is

### CF
- 1999년 삼국지 체험관 - 야간 개장 편
- 1998년 OB 맥주 OB라거 - 무명 가수 편 (김승우와 함께 출연)

### 뮤직비디오
- 1998년 조성모 - To Heaven
- 2000년 조성모 - 아시나요
- 2003년 포지션 - Desperado

### 기타
- 아이리스 박 현대무용발표회 출전

## 수상 및 후보
| 연도 | 시상식                         | 부문                                    | 작품          | 결과 |
| ---- | ------------------------------ | --------------------------------------- | ------------- | ---- |
| 1994 | 제15회 청룡영화상              | 남우조연상                              | 해적          | 후보 |
| 1995 | 제16회 청룡영화상              | 남우조연상                              | 테러리스트    | 수상 |
| 1996 | 제34회 대종상                  | 남우조연상                              | 테러리스트    | 후보 |
| 1998 | MBC 연기대상                   | 남자 인기상                             | 보고 또 보고  | 수상 |
| 2000 | 제6회 한국뮤지컬대상           | 남우주연상                              | 갬블러        | 수상 |
| 2002 | 제8회 한국뮤지컬대상           | 인기스타상                              |               | 수상 |
| 2003 | SBS 연기대상                   | 남자 조연상                             | 올인          | 수상 |
| 2004 | 제41회 대종상                  | 남우조연상                              | 실미도        | 수상 |
| 2004 | 제25회 청룡영화상              | 남우조연상                              | 실미도        | 후보 |
| 2004 | 제3회 대한민국 영화대상        | 남우조연상                              | 실미도        | 후보 |
| 2006 | MBC 연기대상                   | 대하사극부문 특별상                     | 주몽          | 수상 |
| 2007 | SBS 연기대상                   | 드라마스페셜부문 남자 조연상            | 로비스트      | 후보 |
| 2017 | 제10회 코리아드라마페스티벌    | KDA상                                   | 군주          | 수상 |
| 2017 | MBC 연기대상                   | 대상                                    | 군주          | 후보 |
| 2017 | MBC 연기대상                   | 미니시리즈부문 남자 최우수연기상        | 군주          | 후보 |
| 2018 | 제6회 아시아태평양 스타 어워즈 | 남자 연기상                             | 이리와 안아줘 | 후보 |
| 2018 | 제2회 더 서울어워즈            | 드라마부문 남우조연상                   | 이리와 안아줘 | 후보 |
| 2018 | 제2회 더 서울어워즈            | 특별배우상                              | 이리와 안아줘 | 수상 |
| 2018 | MBC 연기대상                   | 수목미니시리즈부문 남자 최우수연기상    | 이리와 안아줘 | 후보 |
| 2018 | MBC 연기대상                   | 남자 황금연기상                         | 이리와 안아줘 | 수상 |
| 2018 | MBC 연기대상                   | 드라마 PD가 뽑은 올해의 연기자          | 이리와 안아줘 | 수상 |
| 2021 | 제57회 백상예술대상            | 영화부문 남자 조연상                    | 결백          | 후보 |
| 2021 | 제30회 부일영화상              | 남우조연상                              | 모가디슈      | 수상 |
| 2021 | 제41회 한국영화평론가협회상    | 남우조연상                              | 모가디슈      | 수상 |
| 2021 | 제42회 청룡영화상              | 남우조연상                              | 모가디슈      | 수상 |
| 2021 | 제8회 한국영화제작가협회상     | 남우조연상                              | 모가디슈      | 수상 |
| 2022 | 제58회 백상예술대상            | 영화부문 남자 조연상                    | 모가디슈      | 후보 |
| 2022 | 제27회 춘사국제영화제          | 남우조연상                              | 모가디슈      | 후보 |
| 2022 | SBS 연기대상                   | 미니시리즈·판타지부문 남자 최우수연기상 | 왜 오수재인가 | 수상 |